# Keichū
Keichū (契沖) (1640 - 3 avril 1701) est un prêtre bouddhiste et un lettré de Kokugaku du milieu de l'époque d'Edo. Le grand-père de Keichū est un obligé personnel de Katō Kiyomasa mais son père est un rōnin du domaine d'Amagasaki. À l'âge de 13 ans, Keichū quitte sa famille pour entrer dans la secte Shingon, étudiant à Kaijō, Myōhō-ji, à Imasato Osaka. Il accède à la position d'ajari (ou azari) au mont Kōya puis devient prêtre en chef au temple Mandara-in d'Ikutama dans l'arrondissement Tennōji-ku d'Osaka. C'est à cette époque qu'il se lie d'amitié avec le poète-érudit Shimonokōbe Chōryū (下河辺長流, 1624 – 1686). 

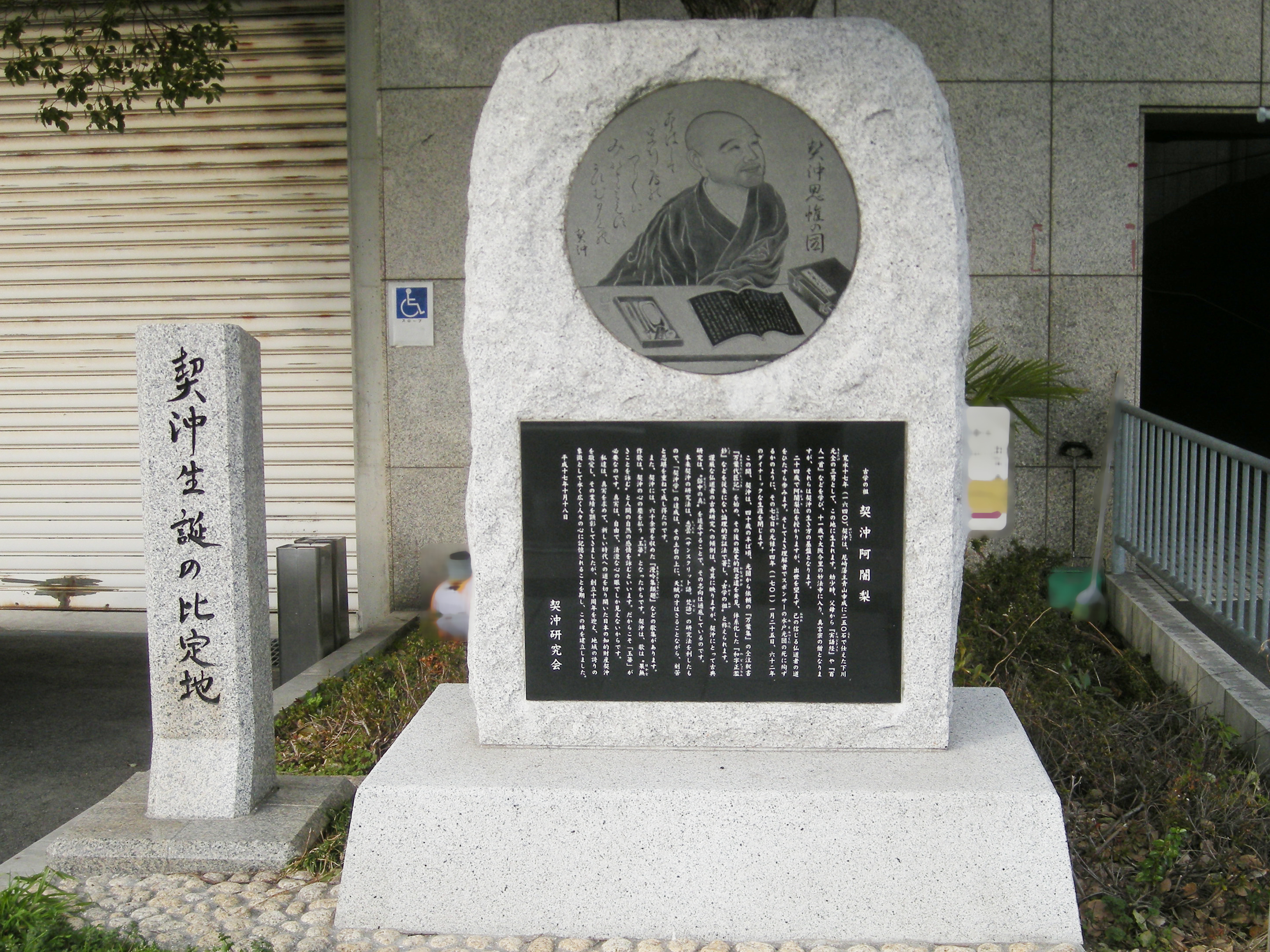
Monument sur son supposé lieu de naissance, au sud de la bibliothèque centrale municipale d'Amagasaki

Cependant, il n'aime pas les devoirs mondains de son travail et, après avoir erré autour de la région du Kinki pendant un certain temps, il retourne au mont Kōya. Profondément influencé par la pensée de Kūkai, il lit également beaucoup les classiques japonais sous le patronage de Fuseya Shigeta (伏屋重贤), un protecteur des arts dans la province d'Izumi. Après avoir servi en tant que prêtre en chef au Myōhō-ji, Keichū passe ses dernières années à Enju’an à Kōzu dans la province de Settsu.
Son œuvre abondante établit une nouvelle norme dans l'étude des classiques. Lorsque Tokugawa Mitsukuni, le daimyo du domaine de Mito, décide de parrainer une édition du Man'yōshū, il charge Shimonokōbe Chōryū, héritier de la leçon du grand poète et expert du Man’yō Kinoshita Chōshōshi (木下長嘯子, 1569 – 1649), de réaliser ce projet. Toutefois son approche dilatoire, combinée à la maladie et enfin sa mort, entrave son travail et la tâche échoit à Keichū, un proche ami. Il en résulte le Man’yō Daishōki (万葉集大匠記, 1687-1690), qui a un profond effet sur l'enseignement du kokugaku. De même, son Waji Seiranshō (1693 : « Traité sur la manière correcte d'écrire les mots japonais ») remet en question les conventions orthographiques standards fixées par Fujiwara no Teika et reconstitue les distinctions dans l'ancien lexique japonais basé sur les premiers textes[pas clair]. Par ailleurs, Keichū écrit le Kōganshō (厚顔抄) en 1691, « un traité effronté », le Kokin Yozaishō, le Seigodan, le Genchū Shūi et le Hyakunin Isshu Kaikanshō.

## Source de la traduction
- (en) Cet article est partiellement ou en totalité issu de l’article de Wikipédia en anglais intitulé « Keichū » (voir la liste des auteurs).